# Lia Perez
Lia Perez (* 1982 in Bremen als Lia Hoensbroech) ist eine deutsche Schauspielerin.

## Leben und Karriere
Lia Perez wurde 1982 in der Hansestadt Bremen geboren. Aufgewachsen ist sie im westfälischen Münster. Ab 2003 besuchte sie die Otto-Falckenberg-Schule in München. Ihren Abschluss in Schauspiel mit Diplom machte sie im Jahr 2007.
Bereits während ihrer Schauspielausbildung betätigte sich Lia Perez als Theaterschauspielerin. Sie spielte unter anderem an den Münchener Kammerspielen, dem Theater Freiburg, Theater Konstanz und dem Theater Basel. Als Filmschauspielerin wurde sie einem größeren Publikum in ihrer Rolle der Anni Aschoff in dem 2009 von Regisseur Ludi Boeken inszenierten Filmdrama Unter Bauern – Retter in der Nacht, das auf autobiografischen Erinnerungen von Marga Spiegel beruht, bekannt. Sie wirkt überwiegend in Episodenrollen deutscher Fernsehserien mit.
Lia Perez spricht neben ihrer Muttersprache Deutsch noch fließend Englisch und hat Grundkenntnisse in Französisch und Niederländisch.
Ihren Hauptwohnsitz hat sie in München. Am 13. Juli 2016 heiratete sie Elon Perez und nahm seinen Namen an.

## Filmografie
- 2006: I like Chinese  (Kurzfilm)
- 2009: 40+ sucht neue Liebe
- 2009: Unter Bauern – Retter in der Nacht
- 2011: Bloch (Fernsehreihe, Folge Der Heiland)
- 2011: Murphy’s Love (Kurzfilm)
- 2011: SOKO 5113  (Fernsehserie, Folge Mord auf der Wiesn)
- 2013: Sekretärinnen – Überleben von 9 bis 5 (Fernsehserie, Folge Wahrheit im Büro)
- 2015: Drunter und Brüder (Fernsehfilm)
- 2015: Luis Trenker – Der schmale Grat der Wahrheit (Fernsehfilm)
- 2016: SOKO Köln (Fernsehserie, Folge Weiterbildung Mord)
- 2016: Helen Dorn: Gefahr im Verzug (Fernsehreihe)
- 2018: In aller Freundschaft – Die Krankenschwestern (Fernsehserie, Folge Lügen und Geständnisse)
- 2019: Der Lehrer (Fernsehserie, Folge Einfach mal Klartext geredet …)
- 2022: Der Alte – Folge 447: Existenz
- 2025: Ohne jede Spur – Der Fall der Nathalie B. (Fernsehfilm)